# Saxon Huxley
Ross Cooke (nacido el 1 de febrero de 1988) es un luchador profesional británico actualmente firmado con Pro Wrestling NOAH. Es mejor conocid por su tiempo trabajando para la empresa WWE, en donde se presentaba en la marca NXT UK bajo el nombre de Saxon Huxley.

## Carrera

### WWE (2017-2022)
Saxon hizo su debut en la WWE el 14 de enero de 2017 en el WWE United Kingdom Championship Tournament 2017. Fue eliminado en la primera ronda por Sam Gradwell. 
En el primer episodio de NXT UK el 31 de octubre de 2018, Huxley compitió en su primer partido con la marca NXT UK el 28 de julio de 2018 perdiendo ante Trent Seven.
En el NXT UK del 24 de septiembre, fue derrotado por el Campeón del Reino Unido de NXT WALTER en un combate no titular.
En el NXT UK del 19 de noviembre, derrotó a Levi Muir.
Comenzando el 2021, en el NXT UK emitido el 7 de enero, fue derrotado por Dave Mastiff.
En el NXT UK, derrotó a Danny Jones.

## Campeonatos y logros
- Empire Wrestling
  - Empire Tag Team Championship (1 vez) – con Gabriel Kidd
- Rise Underground Pro Wrestling
  - Rise Championship (2 veces)
- Pro Evolution Wrestling
  - Evolution Heavyweight Championship (1 vez)
- Pro Wrestling Noah
  - GHC Tag Team Championship (1 vez) – con Timothy Thatcher[5]
- True Grit Wrestling
  - TGW Championship (1 vez)[6]